# Ligue 1 Mauretanien
Die Ligue 1 Mauretanien ist die höchste Fußballspielklasse in Mauretanien. Organisiert wird sie von der Fédération de Football de la République Islamique de Mauritanie (FFRIM), dem mauretanischen Fußballverband. Gegründet wurde die Liga im Jahr 1976.

## System
Das Spielsystem der Ligue 1 wurde häufig geändert. Momentan ist es eine eingleisige Liga mit 14 Mannschaften. Gespielt werden 26 Spieltage, der erste in der Tabelle wird Meister und die letzten beiden Mannschaften steigen in die Ligue 2 ab.

## Saison 2020/21
- FC Nouadhibou (Meister)
- Nouakchott King’s
- ASC SNIM
- ACS Ksar
- ASAC Concorde
- FC Sahel
- ASC Kédia
- AS Garde Nationale
- FC Tidjikja Sebkha
- FC Médine Trarza
- FC Tevragh Zeïna
- ASC Corpus Police
- Jeunesse d’El Mina
- Kaedi Football Club
- AS Armée Nationale (Aufsteiger)
- FC Inter Nouakchott (Aufsteiger)

## Meister
- 1976: AS Garde Nationale
- 1977: AS Garde Nationale
- 1978: AS Garde Nationale
- 1979: AS Garde Nationale
- 1980: kein Spielbetrieb
- 1981: ASC Police
- 1982: ASC Police
- 1983: ACS Ksar
- 1984: AS Garde Nationale
- 1985: ACS Ksar
- 1986: ASC Police
- 1987: ASC Police
- 1988: ASC Police
- 1989: kein Spielbetrieb
- 1990: ASC Police
- 1991: ASC Police
- 1992: ASC Sonader Ksar
- 1993: ASC Sonader Ksar
- 1994: AS Garde Nationale
- 1995: ASC Sonalec
- 1997: kein Spielbetrieb
- 1998: AS Garde Nationale
- 1999: SDPA Trarza FC
- 2000: ASC Mauritel Mobile FC
- 2001: FC Nouadhibou
- 2002: FC Nouadhibou
- 2003: ASC Nasr de Sebkha
- 2004: ACS Ksar
- 2005: ASC Nasr de Sebkha
- 2006: ASC Mauritel Mobile FC
- 2007: ASC Nasr de Sebkha
- 2008: ASAC Concorde
- 2009: CF Cansado
- 2010: CF Cansado
- 2011: FC Nouadhibou
- 2012: ASC Tevragh Zeïna
- 2013: FC Nouadhibou
- 2014: FC Nouadhibou
- 2015: ASC Tevragh Zeïna
- 2016: ASC Tevragh Zeïna
- 2017: ASAC Concorde
- 2018: FC Nouadhibou
- 2019: FC Nouadhibou
- 2020: FC Nouadhibou
- 2021: FC Nouadhibou
- 2021/22: FC Nouadhibou
- 2022/23: FC Nouadhibou
- 2023/24: FC Nouadhibou
- 2024/25: FC Nouadhibou

## Meistertitel nach Anzahl
| Verein                 | Meisterschaften | Letzte Meisterschaft |
| ---------------------- | --------------- | -------------------- |
| FC Nouadhibou          | 13              | 2024/25              |
| AS Garde Nationale     | 7               | 1998                 |
| ASC Police             | 7               | 1991                 |
| ACS Ksar               | 5               | 2004                 |
| ASC Tevragh Zeïna      | 3               | 2016                 |
| ASC Nasr de Sebkha     | 3               | 2007                 |
| ASAC Concorde          | 2               | 2017                 |
| CF Cansado             | 2               | 2010                 |
| ASC Mauritel Mobile FC | 2               | 2006                 |
| SDPA Trarza FC         | 1               | 1999                 |
| ASC Sonalec            | 1               | 1995                 |